# Istoria evreilor din Austria
Istoria evreilor din Austria este bimilenară. În regiunile care astăzi formează Austria este documentată prezența evreilor încă din vremea prezența stăpânirii romane în Noricum. 
Stadttempel, principala sinagogă din Viena, a fost construită în anii 1824-1826. 